# Gallerucidia
Gallerucidia is een geslacht van kevers uit de familie van de loopkevers (Carabidae). De wetenschappelijke naam van het geslacht is voor het eerst geldig gepubliceerd in 1872 door Chaudoir.

## Soorten
Het geslacht Gallerucidia omvat de volgende soorten:
- Gallerucidia basinotata Chaudoir, 1872
- Gallerucidia championi Bates, 1883
- Gallerucidia dimidiata Chaudoir, 1872
- Gallerucidia erotyloides Bates, 1883
- Gallerucidia octonotata Chaudoir, 1872